# Avalanche (film, 1951)
Pour les articles homonymes, voir Avalanche (homonymie).
Pour plus de détails, voir Fiche technique et Distribution.
Avalanche est un film français réalisé par Raymond Segard, sorti en 1951.

## Fiche technique
- Titre : Avalanche
- Réalisation : Raymond Segard
- Scénario : Raymond Segard, José de Almeyda, Jean-Louis Babelay et Henri Decoin
- Dialogues : Henri Decoin
- Photographie : Raymond Arrignon, assisté de Ghislain Cloquet
- Décors : Alfred Marpaux
- Son : Jean Rieul
- Montage : Janine Ginet
- Musique : Marcel Stern
- Production : Sidéral Films
- Format :  Noir et blanc - 35 mm - Son mono
- Pays d'origine :  France
- Durée : 75 minutes
- Date de sortie : France, 29 juin 1951

## Distribution
- Gaby Sylvia : Wanda
- Franck Villard : Edouard
- José de Almeyda : Rémy
- Julienne Paroli : Mme Couttet
- Maxime Fabert : M. Couttet